# Лебедев, Кирилл Вадимович
Кирилл Вадимович Лебедев (1 октября 1991, Магнитогорск, Челябинская область — 21 мая 2025, Магнитогорск, Челябинская область) — российский хоккеист, нападающий.

## Биография
Воспитанник магнитогорского «Металлурга», тренеры Александр Шахворостов и Андрей Шаянов. Начал выступать в сезоне 2005/06 за «Металлург-2» в первой лиге, с сезона 2009/10 — в команде МХЛ «Стальные лисы». В сентябре 2010 года дебютировал в КХЛ, проведя три матча в сезоне. Вторую половину сезона 2011/12 отыграл в команде USHL «Индиана Айс». 4 июня 2012 года подписал контракт с «Металлургом», а 7 сентября — двухлетнее соглашение с «Сибирью». Провёл 4 матча в КХЛ и 8 — в МХЛ за «Сибирских снайперов». 15 октября клуб расторг контракт, а Лебедев вернулся в «Металлург». Вице-президент Геннадий Величкин заявлял: «Кирилла Лебедева в „Сибирь“ не меняли. […] мы приняли решение отдать его с той договорённостью, что если вдруг Кирилл нам понадобится, то мы его вернём. По сути дела, это не нарушение регламента, не скрытая аренда, а нормальная работа менеджмента. Это джентльменское соглашение». Лебедев заканчивал сезон в команде ВХЛ «Южный Урал», сыграв три матча и за «Стальных лис». Сезон 2013/14 провёл в казахстанской команде ВХЛ «Сарыарка» Караганда, в составе которого стал обладателем Кубка Петрова. 14 мая 2014 года перешёл в клуб-новичок КХЛ «Сочи». Провёл четыре матча и 4 октября был отправлен в фарм-клуб из ВХЛ «Кубань». 7 января 2015 года перешёл в тюменский «Рубин». 4 мая 2015 года подписал двухгодичный односторонний контракт с «Автомобилистом», но сезон 2015/16 начал в ВХЛ в составе «Нефтяника» Альметьевск. 1 декабря 2015 года перешёл в клуб КХЛ «Металлург» Новокузнецк. Несмотря на год контракта, так как клуб покинул КХЛ, летом 2017 года перешёл в «Куньлунь Ред Стар». Провёл 9 матчей в КХЛ и 45 — в ВХЛ за «Куньлунь Ред Стар Хэйлунцзян». Сезон 2018/19 начал в команде ВХЛ «Торпедо» Усть-Каменогорск из Казахстана. 8 октября клуб расторг контракт, и 1 ноября Лебедев подписал соглашение с «Нефтяником» Альметьевск. Сезон 2020/21 провёл в ХК «Рязань». 5 июня 2021 года перешёл в пензенский «Дизель», 18 ноября 2021 расторг контракт по согласию сторон. Завершал сезон в шведском «Буросе».
Всего за карьеру сыграл в КХЛ 99 матчей и набрал 32 очка (13+19) при показателе полезности −12.
Чемпион (2010), серебряный (2011), бронзовый (2012) призёр МХЛ. Победитель регулярного сезона (2009/10). Обладатель Кубка Открытия (2010, 2011).
Скончался около 9 часов утра в своём автомобиле в Магнитогорске 21 мая 2025 года от остановки сердца, о чём сообщила пресс-служба «Металлурга», в котором хоккеист начинал карьеру.